# Tanasøen
Tanasøen eller Tsäna er Den Blå Nils kilde og den største sø i Etiopien. 
På Gorgora-halvøen i den nordlige del af Tanasøen er der et mindesmærke for den italiensk-abessinske krig.

## Reference
1. ↑  Sådan besejrede Italien den etiopiske kejsermagt. Videnskab.dk

12°0′N 37°15′Ø / 12.000°N 37.250°Ø